# Eckert-Mauchly Computer Corporation
Eckert-Mauchly Computer Corporation (pierwotna nazwa: Electronic Control Company)– amerykańska firma inżynierska, która zaprojektowała i zbudowała komputer UNIVAC I, pierwszą maszynę, która odniosła komercyjny sukces. Jej założyciele, John Presper Eckert i John Mauchly zbudowali najpierw w 1946 r. maszynę ENIAC, pierwszy wielki komputer ogólnego przeznaczenia.
Eckert-Muchly została wykupiona w 1950 r. przez Remington Rand, natomiast UNIVAC został pokazany w 1951 r.; sprzedano ok. 40 egzemplarzy tego komputera. Maszyna zasłynęła m.in. prognozą zwycięstwa prezydenta Dwighta Eisenhowera w wyborach 1952 r., jeszcze przed zamknięciem punktów wyborczych.